# 末富理栄
末富 理栄（すえとみ りえ）は、日本の防衛官僚。

## 人物
山口県防府市出身。
山口県立防府高等学校、東京大学経済学部卒業（1994年）後、防衛庁に入庁。
1999年、スタンフォード大学大学院国際政策学修士課程修了。
令和4年7月に大臣官房審議官となり、廣瀬律子、林美都子に続く、防衛省で3人目の女性文官指定職となった。

## 略歴
- 平成6年　防衛庁入庁
- 平成26年　オーストラリア国防大学留学[3]
- 平成26年12月　内閣府宇宙戦略室 参事官[3]
- 平成29年　経済産業省中小企業庁経営支援部創業・新事業促進課長[2]
- 令和元年7月　防衛省大臣官房広報課長[4]
- 令和2年8月　人事教育局人材育成課長[5]
- 令和3年9月　人事教育局人事計画・補任課長[6]
- 令和4年7月　大臣官房審議官[7]
- 令和5年7月　南関東防衛局長
- 令和7年8月　地方協力局次長